# Rhipidoxylomyia ramifera
Rhipidoxylomyia ramifera är en tvåvingeart som beskrevs av Fedotova och Vasily S. Sidorenko 2005. Rhipidoxylomyia ramifera ingår i släktet Rhipidoxylomyia och familjen gallmyggor. Inga underarter finns listade i Catalogue of Life.